# اشک (ترانه کلین بندیت)
«اشک» تک‌آهنگی از گروه موسیقی الکترونیکی کلین باندیت، به همراهی لوئیسا جانسون است که در ۲۷ مه ۲۰۱۶ منتشر شد.